# Matthew Moy
Matthew Moy (* 3. února 1984) je americký herec. Jeho nejznámější role je Han Lee v seriálu 2 Socky. Narodil se v San Franciscu a sám se označuje za třetí či čtvrtou generaci čínských Američanů. Má starší sestru. Studoval na Kalifornské univerzitě v Davisu, kterou absolvoval v oboru japonštiny. Hrál například v seriálech Jak jsem poznal vaši matku, Steven Universe a Průměrňákovi.

## Filmografie

### Film
| Rok  | Název                 | Role            | Poznámky            |
| ---- | --------------------- | --------------- | ------------------- |
| 2009 | Non Sequitur          | Dallas          | krátkometrážní film |
| 2010 | The Grover Complex    | Ron             |                     |
| 2011 | Hlavně nezávazně      | Chuck           |                     |
| 2012 | FDR: American Badass! | střážník Nguyen |                     |
| 2014 | The Future of Dough   | Darren          | krátkometrážní film |
| 2016 | Unreal Estate         | cizinec         |                     |

### Televize
| Rok        | Název                                 | Role                   | Poznámky                      |
| ---------- | ------------------------------------- | ---------------------- | ----------------------------- |
| 2008       | Menciův svět                          | krátký muž             | díl 4.8                       |
| 2009–2010  | iCarly                                | Shawn                  | 3 díly                        |
| 2009       | Tim and Eric Awesome Show, Great Job! | host na párty          | díl: „Hair“                   |
| 2009       | Jak jsem poznal vaši matku            | Louis                  | díl: „Okno“                   |
| 2009–2010  | Scrubs: Doktůrci                      | Trang                  | 6 dílů                        |
| 2010       | Myšlenky zločince                     | Eric                   | díl: „Šílená sběratelka“      |
| 2010       | Zeke a Luther                         | školní novinář         | díl: „Skate Squad“            |
| 2010       | Big Time Rush                         | Deke                   | díl: „Big Time Blogger“       |
| 2010       | Hodně štěstí, Charlie                 | Usher                  | díl: „Butt Dialing Duncans“   |
| 2010       | Průměrňákovi                          | Takayuki               | díl: „Zahraniční student“     |
| 2011       | Accidentally in Love                  | Adam                   | TV film                       |
| 2011–2017  | 2 Socky                               | Han Lee                | hlavní role, 138 dílů         |
| 2012       | Nakopni to                            | Shen                   | díl: „Kickin' It in China“    |
| 2012       | CollegeHumor Originals                | Huo                    | díl: „Google Is Full of Crap“ |
| 2013       | Kung Fu Panda: Legends of Awesomeness | mistr Yijiro (hlas)    | díl: „The Way of the Prawn“   |
| 2013–dosud | Steven Universe                       | Lars Barriga (hlas)    | hlavní role                   |
| 2014       | King Bachelor's Pad                   | detektiv McCall        | díl: „Sherlock Homeboy 2“     |
| 2017       | Voltron: Legendary Defender           | Vakala                 | díl: „The Journey“            |
| 2018       | New Warriors                          | Zachary Smith / Mikrob | hlavní role                   |
| 2018       | The Guest Book                        | Lew                    | díl: „Counting Problems“      |
| 2018       | Hell's Kitchen                        | sám sebe               | díl: „Stars Heating Up Hell“  |

### Internet
| Rok  | Název            | Role           | Poznámky                        |
| ---- | ---------------- | -------------- | ------------------------------- |
| 2010 | Squatters        | Hung           | 2 díly                          |
| 2011 | Awkward Universe | Darren         | díl: „Wet Crotch Clarification“ |
| 2011 | Aim High         | Scotty Winelin | 5 dílů                          |
| 2015 | Not So Union     | Orbit          | díl: „Silverback“               |

### Videohry
| Rok  | Název                        | Role        | Poznámky |
| ---- | ---------------------------- | ----------- | -------- |
| 2009 | G. I. Joe: The Rise of Cobra | Firefly     |          |
| 2010 | White Knight Chronicles      | Raus        |          |
| 2012 | Skylanders: Giants           | Shroomboom  |          |
| 2013 | Skylanders: Swap Force       | Shroomboom  |          |
| 2014 | Skylanders: Trap Team        | různé hlasy |          |
| 2015 | Skylanders: SuperChargers    | Shroomboom  |          |
| 2016 | Skylanders: Imaginators      | Shroomboom  |          |